# HD200199
HD200199 — хімічно пекулярна зоря спектрального класу A1, що має видиму зоряну величину в смузі V приблизно  6,8.
Вона  розташована на відстані близько 869,8 світлових років від Сонця.

## Пекулярний хімічний склад
Зоряна атмосфера HD200199 має підвищений вміст 
Cr
.